# Fabas, Ariège
Fabas är en kommun i departementet Ariège i regionen Occitanien i södra Frankrike. Kommunen ligger  i kantonen Sainte-Croix-Volvestre som ligger i arrondissementet Saint-Girons. År 2022 hade Fabas 353 invånare.

## Befolkningsutveckling
Antalet invånare i kommunen Fabas
Referens: INSEE